# Perle Morroni
Perle Morroni (Montpellier, 15 ottobre 1997) è una calciatrice francese, difensore del San Diego Wave.

## Carriera

### Club
Dopo aver disputato i campionati giovanili con il Paris Saint-Germain, dalla stagione 2014-2015 viene aggregata alla prima squadra sotto laa guida tecnica di Farid Benstiti, facendo il suo esordio in Division 1 Féminine il 30 novembre 2014, alla 11ª giornata di campionato, rilevando Kenza Dali al 73' dell'incontro vinto in trasferta 3-1 sul Rodez. Nel corso della stagione successiva ha fatto anche il suo esordio in UEFA Women's Champions League, l'8 ottobre 2015, nella gara di andata dei sedicesimi di finale dell'edizione 2015-2016, scesa in campo da titolare nella netta vittoria per 6-0 sulle campionesse di Romania dell'U Olimpia Cluj.
A inizio 2018 è stata ceduta in prestito fino a fine stagione alle spagnole del Barcellona. Con le blaugrana debutta in Primera División, livello di vertice del campionato spagnolo di categoria, il 27 gennaio, alla 17ª giornata di campionato, schierata dal tecnico Fran Sánchez fin dal primo minuto dell'incontro esterno vinto 3-0 sul Fundación Albacete, contribuendo a far raggiungere alla sua squadra il secondo posto e a conquistare il suo primo trofeo, la Coppa della Regina 2018, prima di rientrare nel PSG.
Negli anni successivi condivide con le compagne il ruolo di principale antagonista dell'Olympique Lione nella ricorsa al titolo di Campione di Francia, collocandosi sempre alle spalle dell'OL tranne che nella stagione 2020-2021, riuscendo a primeggiare in campionato chiudendolo al 1º posto con un solo punto di vantaggio sulle sue rivali storiche.
Nell'estate 2021, con un trofeo in bacheca e dopo sette anni passati al PSG, si è trasferita all'Olympique Lione, firmano un contratto triennale che la lega al nuovo club fino al 2024. Con la maglia dell'OL iniziano da arrivare nuovi trofei a impreziosire la sua carriera, il Trophée des Championnes 2022, l'equivalente della Supercoppa, due campionati consecutivi, nelle stagioni 2021-2022 e 2022-2023 e la Coppa di Francia 2022-2023.

### Nazionale
Morroni entra nel giro delle nazionali giovanili femminili della Francia nel 2013, inserita in rosa nella formazione Under-16, quindi passando nello stesso anno alla Under-17 con la quale ha disputato il campionato europeo di categoria di Inghilterra 2014, qualificata alla fase finale ed eliminata alla fase a gironi. Nel 2016 ha fatto parte della Francia under 19 che ha vinto il campionato europeo di categoria, realizzando due reti.
Nel 2020 il commissario tecnico Corinne Diacre la convoca in occasione del Turnoi de France dove debutta con la maglia della nazionale maggiore il 7 marzo, nell'incontro vinto 1-0 col Brasile rilevando Amel Majri all'81', per poi giocare da titolare l'incontro successivo, pareggiato 3-3 con i Paesi Bassi.

## Palmarès

### Club

#### Competizioni nazionali
- Coppa della Regina: 1

Barcellona: 2018
- Campionato francese: 3

Paris Saint-Germain: 2020-2021
Olympique Lione: 2021-2022, 2022-2023
- Coppa di Francia: 1

Olympique Lione: 2022-2023
- Supercoppa francese: 2

Olympique Lione: 2022, 2023

#### Competizioni internazionali
- UEFA Women's Champions League: 1

Olympique Lione: 2021-2022

### Nazionale
- Campionato d'Europa under 19: 1

2016